# Play Me Backwards
Albums de Joan Baez
Speaking of Dreams
(1989) Ring Them Bells
(1995)
Play Me Backwards est un album de Joan Baez sorti fin 1992.

## Titres
Toutes les chansons sont écrites et composées par Joan Baez, Wally Wilson et Kenny Greenberg, sauf mention contraire.
| 1.    | Play Me Backwards       |              | 4:04 |
| 2.    | Amsterdam               | Ian          | 3:13 |
| 3.    | Isaac & Abraham         |              | 1:50 |
| 4.    | Stones in the Road      | Carpenter    | 4:40 |
| 5.    | Steal Across the Border | Davies       | 2:56 |
| 6.    | I'm With You            | Baez         | 2:51 |
| 7.    | I'm With You (Reprise)  | Baez         | 0:55 |
| 8.    | Strange Rivers          | John Stewart | 3:48 |
| 9.    | Through Your Hands      | Hiatt        | 4:27 |
| 10.   | The Dream Song          |              | 3:19 |
| 11.   | Edge of Glory           |              | 4:16 |
| 36:19 |                         |              |      |

## Musiciens
- Joan Baez : chant, guitare
- Richard Bennett : guitare
- Chad Cromwell : batterie
- Jerry Douglas : dobro, guitare, guitare lap steel
- Carl Gorodetzky : violon
- Kenny Greenberg : guitares
- Mike Lawler : orgue, synthétiseur
- Bob Mason : violoncelle
- Edgar Meyer : basse
- Steve Nathan : orgue
- Jerry Roady : percussions
- Tom Roady : percussions
- Pamela Sixfin : violon
- James Stroud : batterie
- Marcos Suzano : percussions, berimbau
- Willie Weeks : basse
- Kristin Wilkinson : alto
- Wally Wilson : synthétiseur, piano
- Glenn Worf : basse
- Greg Barnhill, Ashley Cleveland, Vicki Hampton, Jonell Mosser, Cyndi Richardson, Chris Rodriguez : chœurs